# Ryūhei Matsuda
Ryūhei Matsuda (松田 龍平 Matsuda Ryūhei?,  Suginami, Tokio, 9 de mayo de 1983) es un actor japonés. Matsuda es conocido por su papel del joven samurái Sōzaburō Kanō en Gohatto y la estrella de rock Ren Hōnjō en Nana.

## Biografía

### Primeros años
Matsuda nació el 9 de mayo de 1983 en Suginami, Tokio, como el hijo mayor de Yūsaku Matsuda, un actor japonés de ascendencia coreana, y la también actriz Miyuki Kumagai. Tiene dos hermanos menores; un hermano menor, Shōta, y una hermana menor, Yūki. También tiene una media hermana mayor por parte del primer matrimonio de su padre. Su padre murió de cáncer de vejiga en 1989, cuando Matsuda tenía apenas seis años. Asistió a la Escuela Secundaria Horikoshi, una escuela que alberga a estudiantes famosos, pero no se graduó.

### Carrera
A la edad de quince años, se le ofreció el papel del joven samurái Kanō Sōzaburō en la película Gohatto de 1999, dirigida por el célebre Nagisa Ōshima. El papel le convirtió en un actor desconocido a una estrella de cine, además de valerle el premio a "Mejor actor nuevo" en los Premios de la Academia Japonesa, así como también los premios Blue Ribbon, Kinema Junpo y Festival de cine de Yokohama a "Mejor actor nuevo". 
Desde su aparición en Gohatto, Matsuda ha desempeñado una amplia gama de papeles, desde el estudiante de secundaria Kujo en la película de 2001 Aoi haru hasta la estrella de rock Ren Honjo en la película de 2005, Nana. En febrero de 2013, se reveló que Matsuda interpretaría el papel de un gánster japonés en la película The Raid 2: Berandal.

## Vida personal
El 11 de enero de 2009, Matsuda contrajo matrimonio con Rina Ōta, una modelo rusa-japonesa. Su primer hijo, una niña, nació el 4 de julio de 2009. La pareja se divorció en diciembre de 2017.

## Filmografía

### Películas
- Gohatto (1999)
- Shibito no Koiwazurai (2001)
- Hashire! Ichiro (2001)
- Aoi haru (2002)
- Renai Shashin (2003)
- 17 Sai (2003)
- 9 Souls como Michiru (2003)[5]
- Hachigatsu no Kariyushi (2003)
- Showa Kayo Daizenshu (2003)
- Cutie Honey (2004)
- Izo (2004)
- Otakus in Love (2004)
- Demon Pond (Yasha-ga-ike) (2004)
- Nana (2005)
- Gimmy Heaven (2005)
- Rampo Noir (2005)
- Big Bang Love, Juvenile A (46-okunen no koi) (2006)
- Akumu Tantei (2006)
- Chosyu Five (2006)[6]
- Sekai ha Tokidoki Utsukushii (2007)
- Koisuru Madori (2007)
- Ahiru to Kamo no Koinrokkâ (2007)
- Densen Uta (2007)
- Dare mo mamotte kurenai (2008)
- Akumu Tantei 2 (2008)
- Mt. Tsurugidake (2009)
- Kanikosen (2009)
- Hagetaka: The Movie (The Vulture) (2009)
- Boys on the Run (2010)
- Tantei wa bar ni iru (2011)
- Tada's Do-It-All House (2011)
- The Great Passage (2013)
- Mugiko-san to (2013)
- Detective in the Bar (2013)
- The Raid 2: Berandal (2014)
- Jinuyo Saraba: Kamuroba Mura e (2015)
- The Magnificent Nine (2016)
- My Uncle (2016)
- The Tokyo Night Sky Is Always the Densest Shade of Blue (2017)
- Before We Vanish (2017)
- The Last Shot in the Bar (2017)
- Hitsuji no Ki (2018)
- Nakimushi Shottan no Kiseki (2018)

### Dramas de televisión
- San Oku-Yen Jiken (2000) - Roku
- Hagetaka (2007) - Osamu Nishino
- Ashita no Kita Yoshio (2008) - Heita Yashiro
- Tenchijin (2009) - Date Masamune
- Mahoro Ekimae Bangaichi (2013) - Haruhiko Gyōten
- Amachan (2013) - Takuma Mizuguchi
- Quartet (2017) - Tsukasa Beppu
- Kurara: Hokusai no Musume (2017) - Zenjirō
- Asura (2025) - Shizuo Katsumata[7][8]